# 西原啓子
西原 啓子（にしはら けいこ、1987年6月24日 - ）は、日本のモデル・タレントである。愛称はにしはら。
大阪府出身。株式会社ウォーク所属。武藤敬司が旗揚げしたプロレス団体WRESTLE-1の公式サポーター『Cheer♡1』を統括する監督を務めている。

## 来歴・人物
大阪府出身。兄が1人いる。追手門学院大手前高等学校卒業後、大学進学のため上京。米国留学などを経てモデル・タレント活動開始。バイセクシャルを公言しており、関連番組にも出演している。
2012年12月末、それまで所属していたJMOを退所。
2013年8月、プリンセス大阪2013にエントリー。9月7日、WRESTLE-1旗揚げ前日公開記者会見で公式サポーター『Cheer♡1』のリーダー就任発表。12月、プリンセス大阪2013準グランプリ、Facebook賞を受賞。
2014年1月15日、アーモンドブリーズ ミス・アー乳に選ばれる。
2016年4月、総合格闘技「ZST」のラウンドガール（ZSTガールズ）に就任（尾崎礼香とペア）。7月7日、『Cheer♡1』がW-1チームとライブチームとの2チーム制になるにあたり総監督に就任。
2017年2月、新ZSTガールズのリーダーに就任（安藤ひろこ、伊藤しほ乃と3名体制）。7月、『Cheer♡1』ライブチーム解散に伴い総監督から監督へ。
2018年3月、昨年に引き続きZSTガールズのリーダーに就任（安藤ひろこ、箕月ゆいと3名体制）。

## 活動実績

### TV
- 子供元気ウィークモバプロブース「朝ズバ」（2012年、TBSテレビ）
- Jソングアワー（2012年、千葉テレビ・スカパー）
- ピグ1　アイドルガチバトル（2012年、スカパー）
- 「SAVOYサボイ」ゲスト出演（Shopチャンネル、2013年～2015年）
- 「ALLザップ」（2016年、スカパー）
- 「お願い！ランキング」（2016年、テレビ朝日）
- 「MATSUぼっち」（2016年5月19日、フジテレビ）
- 「直撃！コロシアム！！ズバッと！TV」片付けられない女チーム（2016年6月6日、TBS）
- 「金曜日の聞きたい女たち」（2016年7月29日、フジテレビ）
- 「金曜★ロンドンハーツ」（2016年11月11日、テレビ朝日）
- 「ダラケ! 〜お金を払ってでも見たいクイズ〜」シーズン11 #3 「男の子も女の子も大好き!バイセクシャル」（2017年6月1日、スカパー）

### イベント
- 「東京学生コレクション」（2012年10月7日）ファッションショー
- 「Color-iPetCollection Vol.2」（2013年6月26日）ファッションショー
- 「Cheer♡1（チアワン）」WRESTLE-1オープニングアクト（2013年～）ダンスパフォーマンス
- 「代官山コレクション2013」（2013年10月4日）ファッションショー
- 「プリンセス大阪2013」　準グランプリ、Facebook賞（2013年）ミスコンテスト
- 「DHOLICファションショー」（2014年4月4日）ファッションショー
- 「TK state×affluence collection」（2014年7月17日）ファッションショー
- 「代官山コレクション2014」（2014年10月3日）ファッションショー
- 「Plume×GEC HALLOWEEN PARTY Collaboration with ISBIT」（2014年10月29日）ファッションショー
- 「スナックけいこ」（2015年6月28日）ファンミーティング
- 「W-1サマーフェスティバル」（2017年8月19日、大久保・GENスポーツパレス内 WRESTLE-1道場）
- 「スナック啓子」（2017年10月20日、2018年3月30日、4月29日）ファンミーティング

### 舞台
- タタカッテシネ第4回公演「ボンゴレ・ビアンコ」（2017年1月25日 - 29日、学芸大学・千本桜ホール）
- タタカッテシネ第4.5回公演「燈火の中、貴方を想ふ」（2017年12月6日 - 10日、中野・劇場HOPE）

### 映画
- 「夜光華~銀座処女ホステス~ 」（2014年、越坂康史監督作品）ナオミ 役
- 「ブラックフィルム」 （2015年、田澤啓一監督作品）富樫ひろみ 役

### 雑誌・書籍
- カスタムスクーター（2012年9月号・10月号、造形社）「もしミラ」
- カスタムスクーター（2012年12月号、造形社）表紙[3]
- カスタムスクーター（2013年2月号、造形社）カレンダー
- すぐにひんやり! 接触冷感ブランケットBOOK（2017年6月、宝島社）表紙モデル

### DVD
- 磯山さやかプロデュース バスト&ボディかっさDVDセット（2012年）how to 動画
- 映画「夜光華~銀座処女ホステス~  」（2014年、アルバトロス）

### CD
- Cheer♡1「Ready Go!!!!!（才木玲佳入場曲）」（2017年10月、WALK）

### WEB
- スマホ用アプリ「スマ保」（2012年、三井住友海上保険）『運転力』診断　動画[4]
- 「恋バナ  値付けバラエティ！？ 今田耕司のカネになる恋の話」（2016年8月20日、AbemaTV）
- 「ぶるぺん」#167「ミステリー美女大集合祭り」（2016年5月17日、USTREAM）
- 「Cheer１の応援"生"ラジオ with 櫻田愛実」（2017年4月12日～ 毎週水曜日21:00～22:00、 showroom）― メンバー持ち回り。